# Індигенат
Індигена́т (від лат. indigena — «місцевий», «тубільний») — у Речі Посполитій привілей про визнання за шляхтичем-іноземцем шляхетства країни проживання (тобто, Речі Посполитої). Після процедури індигенату іноземець та його рід набували усі права і свободи місцевої шляхти. За всю історію Речі Посполитої індигенат отримали 413 іноземних родів. До 1578 року індигенат надавася рішенням короля і сейму, а після 1641 року — винятково сейму.

## Роди
- 1566: Шембеки (німці)
- 1571: Гваньїні (італійці)
- 1598: Бальцери (німці)
- 1673: Гордони (шотландці)
- Шемберги (німці)